# Vellocatus
Vellocatus fue un guerrero de la tribu de los brigantes (Βρίγαντες), un pueblo celta que desde la Edad de Hierro y hasta la ocupación romana controlaron buena parte del norte de Inglaterra, con centro en la actual Yorkshire. 

## Historia
Alrededor de 57 la reina de los brigantes, Cartimandua, se divorció de su esposo Venutius, quien estaba en desacuerdo con la política prorromana de Cartimandua, que la había llevado al extremo de entregar a los romanos al líder de la resistencia, Caratacus. Venutius se alzó en armas pero fue derrotado por los romanos. Tras una reconciliación, Cartimandua repudió nuevamente a su consorte y tomó, según Tácito como «compañero de cama y trono» a Vellocatus, un antiguo compañero de armas de Venutius, lo que lo convirtió virtualmente en rey. 
Venutius se alzó nuevamente en armas alrededor de 69 contando con el auxilio de otras tribus y el apoyo popular, que lo prefería ante, con palabras de Tácito «el adúltero, lujurioso y salvaje temperamento de la Reina». Tras hacerse con el reino, Venutius fue finalmente derrotado en 73. De Vellocatus no hay mayores referencias históricas. 